# De Vergulde Pauw
De Vergulde Pauw of De Pauw is een rijksmonument in het centrum van de Zuid-Hollandse stad Delft. Het pand is direct achter de Markt gelegen aan de Voldersgracht op nummer 6.

## Architectuur
Het zes meter brede huis heeft een baksteengevel uit het midden van de 16e eeuw. De vensters zijn voorzien van driepasvormige overkragingen die rusten op rijk geprofileerde kraagstenen. De grotendeels gaaf bewaard gebleven gevel is verwant aan de Dordtse gevels, maar de geprofileerde bogen zijn niet rond, maar hebben de vorm van lichte spitsbogen. De trapgevel, met zowel renaissance-pilasters als gotische pinakels in de top, is later van zijn decoraties beroofd en afgerond. Tussen de ramen op de verdieping bevindt zich een gevelsteen met een pauw. Het geschilderde opschrift met jaartal "1572" is niet origineel, maar is een verwijzing naar de oudste vermelding van het huis als "De Pauw". De naam "De Vergulde Pauw" komt pas in 1705 voor het eerst in de bronnen voor. De gevelsteen is vormgegeven als een aedicula met pilasters. In het fronton bevindt zich een gevleugeld putto-kopje. De gevel is verder voorzien van natuurstenen banden en blokjes en sierankers.
De bouwstijl vertoont een combinatie van een traditionele, gotische opzet met toevoeging van enkele renaissancemotieven (pilasters met voluutvormige consoles in de top, de gevelsteen). De gevel werd in 1935 terughoudend gerestaureerd door G. Gebben, zonder een poging te doen de vermeende oorspronkelijke toestand te herstellen, zoals aan het begin van de 20e eeuw gebeurd was met bijvoorbeeld Koornmarkt 81. Er werd in 1935 wel een nieuwe pui in oude stijl aangebracht, die de vorige winkelpui uit 1881 verving. In 2001 werd het pand opnieuw gerestaureerd, waarbij de oude kap, die in de 19e eeuw was verlaagd, werd gereconstrueerd.

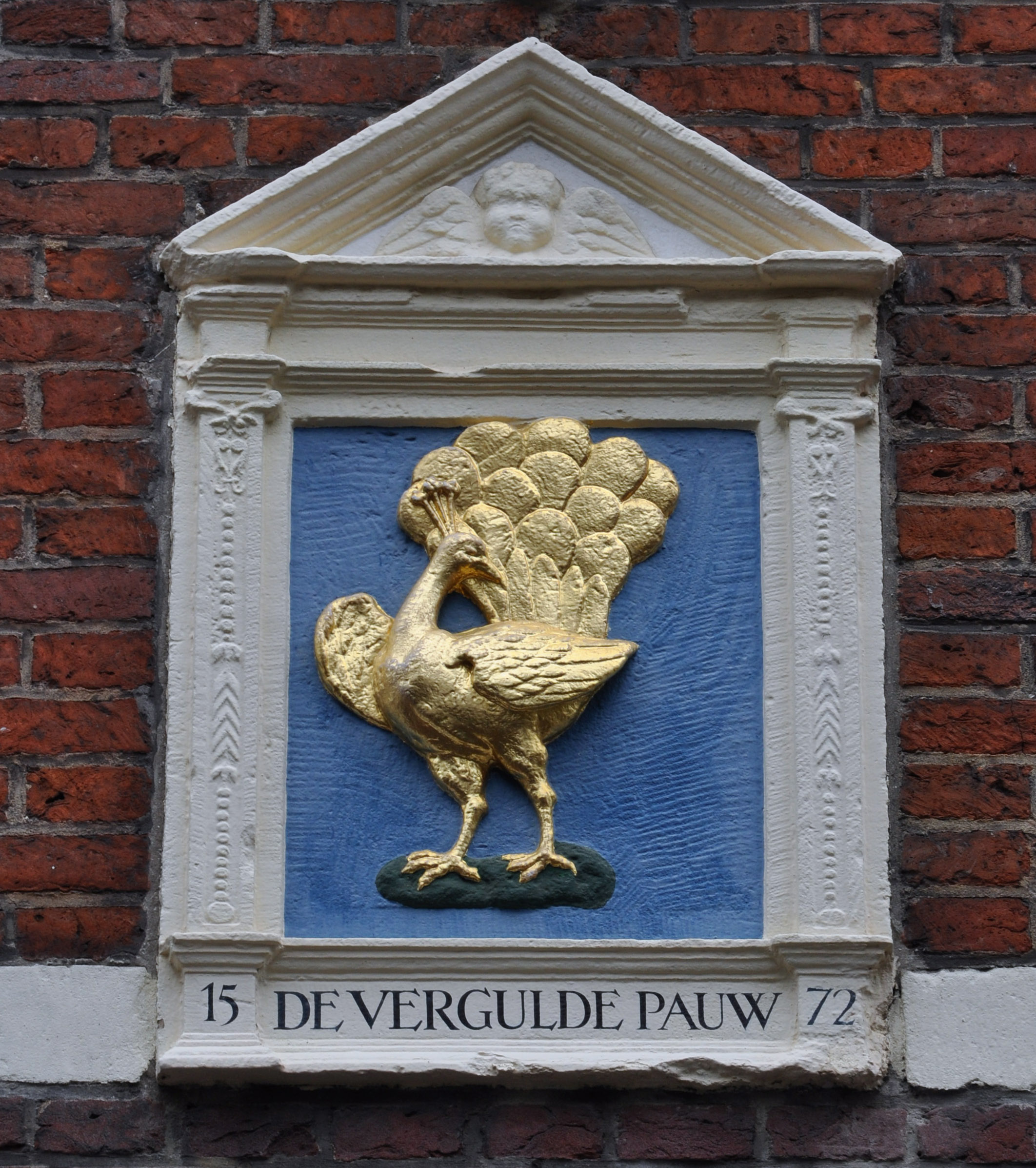
Gevelsteen
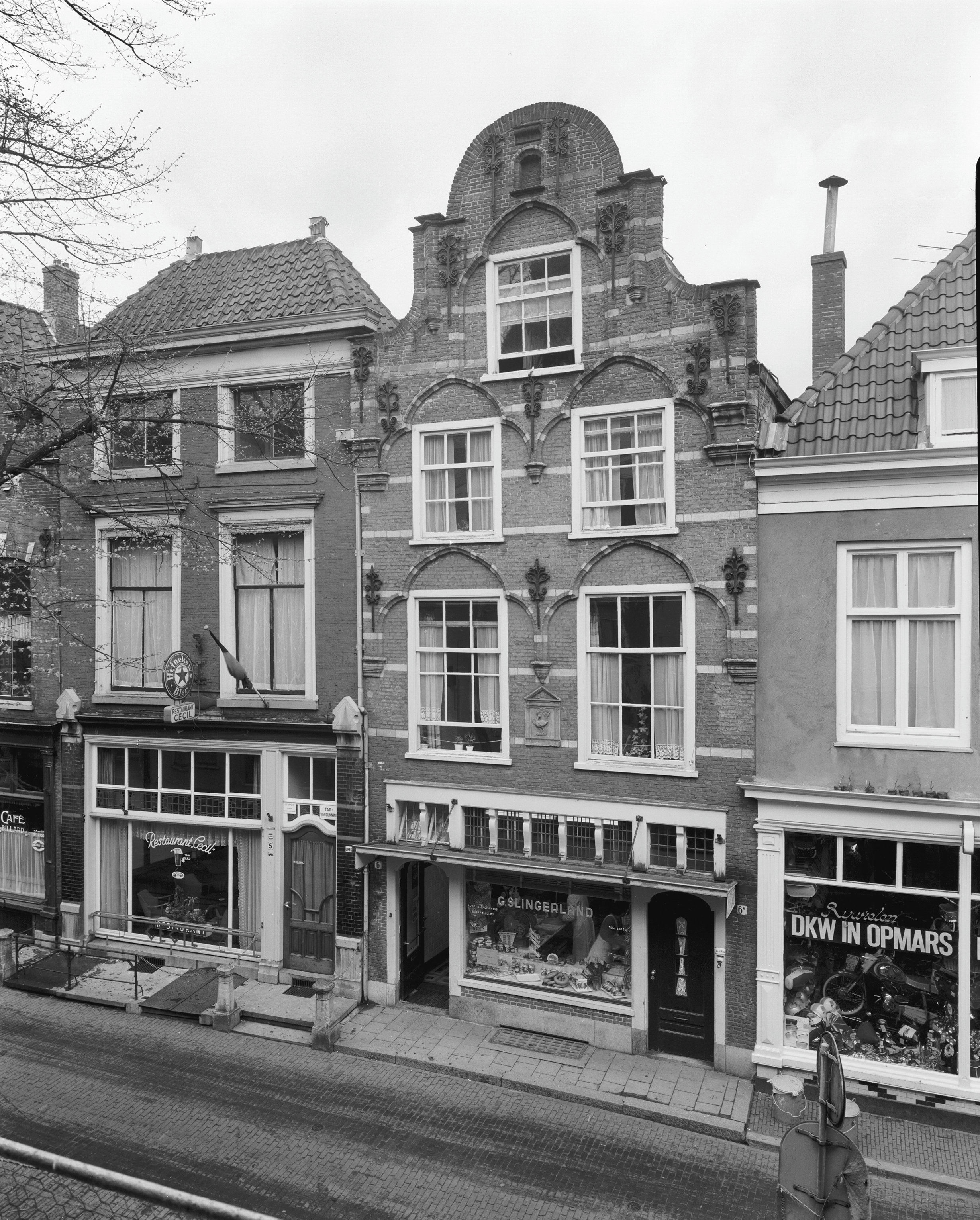
Het huis anno 1965 (foto: G.Th. Delemarre, RCE)